# 唐簡陵
簡陵为唐十八陵之一，为唐懿宗李漼墓。位于渭南市富平县西北30公里紫金山。
咸通十四年（873年）七月，唐懿宗驾崩在长安咸宁殿，葬在簡陵。因山为陵，陵区周围二十公里。原有石刻除了玄武门北小石狮2对外，和唐丰陵相同。现存石马一对、小石狮3对、四门石狮五座。均已残破。陪葬墓史无记载，唐僖宗之母惠安皇后王氏的墓葬为唐寿陵。唐昭宗之母恭宪皇后王氏墓为唐安陵。